# Juan Esteban Fagetti
Juan Esteban Fagetti (Paysandú, 3 de agosto de 1888 - Montevideo, 14 de agosto de 1954) fue un escritor, poeta, periodista y militar uruguayo.

## Biografía
En 1903 entró al Ejército e intervino en la batalla de Masoller donde perdió la vida el general Aparicio Saravia.
Dado de baja del Ejército en 1906, residió en Montevideo donde se vinculó con la "Juventud Literaria del Uruguay" movimiento presidido por el escritor Montiel Ballesteros. 
Luego pasó a residir en Buenos Aires donde conoció al poeta Baldomero Fernández Moreno y dirigió la revista Lira Porteña y La Cruzada y se vinculó con las ideas anarquistas.
En su vida fue un autodidacta. En 1919 participó de un concurso de escritura donde obtuvo el Primer Premio por la obra Canto al Uruguay utilizando el seudónimo Alzaga.
De regreso en Paysandú dirigió dos diarios de ideas afines al Partido Colorado llamados Diario Moderno y La Razón. Como poeta obtuvo varios premios tanto en Montevideo como en el resto del país. Entre otros libros publicó Pueblo chico (1927), Piropos a Buenos Aires (1943), San Ramón (1945) y Tesis Lírica (1950).
En 1983, Fernando O. Lahitte publicó una Antología Poética de Fagetti.

## Obra literaria
- Palique del momento (Buenos Aires, 1909)
- Lo de siempre (Buenos Aires, La Lionesa, 1912)
- Élitros (Montevideo, Ed. de la Juventud Literaria, 1914)
- Mediodía (Paysandú, Ed. Paysandú, 1916)
- Pueblo chico (Paysandú, Ed. Diario Moderno, 1927)
- Policiales, versos escandalosos (Paysandú, 1930)
- La tierra de Leandro Gómez - poema dramático (Paysandú, 1942)
- Piropos a Buenos Aires (Buenos Aires, Soiza Reilly, 1943)
- San Ramón (Paysandú, Ed. Paysandú, 1945)
- Tesis Lírica (para el doctorado de lo intemporal) (Paysandú, 1950)
- Antología poética (recopilación que contiene poemas inéditos. Montevideo. Ed. de Fernando O. Lahilte, 1983)